# 馬路英雄
《馬路英雄》是一部1991年上映的香港動作电影，由查傳誼執導、陳自強及陳志舜監製、鍾繼昌編劇。由張學友主演。

## 剧情
祖在一次非法賽車中與雷對決，但卻與其發生碰撞，兩人被警方扣留。之后，雷的妹妹Ann來保釋雷，Ann因此同時認識了阿祖，兩人之后更一起墜愛河。
雷一向和自己的爸爸不和，他爸同時為老探員，並把雷扣留，雷大怒，他認為是祖累自己被扣留，他之后更得知妹妹和祖墜愛河，雷大怒，並不給妹妹和祖墜愛河，妹妹一怒之下離開了雷。
雷有一個大哥叫炳哥，雷本來是跟他的，但是雷在一次為了避開爸爸的追捕而不小心害死了他，雷為了不想再失去妹妹和女友，所以和炳哥提出不做了，打算過一些美好的生活，但在一起，雷和祖談判后兩人比賽，打算了結了這個恩怨，雷卻被祖不小心撞進了海裏了。雷有一個手下叫雄牛，他得知后，發誓要為雷報仇……

## 演員表
| 演員   | 角色 | 粵語配音 | 備註 |
| 張學友 | 阿雷 | 鄧榮銾   | 小混混 阿祖之天敵，后在其臨死前和好 Ann之兄 Kate之男友 炳哥之手下 雄牛之老大 最后駕車逃離警察追捕時中槍並翻車，生死未卜 |
| 莫少聰 | 阿祖 | 張炳強   | 小混混，自小愛好汽車 阿雷之天敵，后在臨死前和好 Ann之男友 最后被雄牛槍殺                                                |
| 李麗珍 | Ann  | 沈小蘭   | 阿雷之妹 阿祖之女友 |
| 陳雅倫 | Kate | 何錦華   | 阿雷之女友 |
| 午馬   | 雷父 | 盧雄     | 老探員 阿雷、Ann之父 后在追捕阿雷的時侯發生意外，撞車身亡                                                               |
| 黃子揚 | 雄牛 | 陳永信   | 小混混 阿祖之天敵 炳哥、阿雷之手下 最后槍殺阿祖，試圖抵抗警察時中槍，被阿雷救起後一起上車，結果翻車生死未卜             |
| 龍方   | 炳哥 | 陳欣     | 黑幫大哥 阿雷、雄牛之老大                                                                                               |
| 伍國健 | 輝叔 | 馮志輝   | |

## 電影歌曲
| 曲別   | 歌名         | 演唱者 | 作曲                  | 填詞   | 編曲   | 備註 |
| 主題曲 | 〈馬路英雄〉 | 張學友 | T.CLARKIN / R.BULLARD | 陳少棋 | 鮑比達 |      |
| 插曲   | 〈冰冷的手〉 | 張學友 | 黃大軍、劉天健        | 向雪懷 | 陳玉立 |      |